# Kwame Watson-Siriboe
Kwame Watson-Siriboe (Chino Hills, 13 novembre 1986) è un ex calciatore statunitense, di ruolo difensore.

## Carriera

### Università
Watson-Siriboe comincia la sua carriera calcistica giocando per l'Università del Connecticut. Con gli Huskies gioca 55 gare in tre anni, realizzando tre gol tutti nel 2009. Durante gli anni del college gioca una partita per i Westchester Flames nella PDL.

### Professionismo
Watson-Siriboe viene scelto al secondo turno, come 26º assoluto, nel SuperDraft 2010 dai Chicago Fire, coi quali debutta il 3 aprile nel match contro i Colorado Rapids terminato 2-2.
Termina la sua prima stagione da professionista con 10 presenze all'attivo.
Per la stagione 2011 passa il prestito ai Tampa Bay.